# Artur Katz-Karmer
Artur Katz-Karmer, auch Arthur Katz-Karmer und Artur Katz (geb. 24. Februar 1910 in Flatow (Zlotów); gest. 12. Dezember 1986 in Bishop Auckland), war ein deutscher Hörfunkjournalist, der zu den Gründungsmannschaften des Berliner Rundfunks und des Berliner Senders RIAS gehörte.

## Leben
Er wurde als Artur Katz in eine jüdische Familie geboren. Sein Vater war der Fleischermeister Selig Katz (geb. 25. Dezember 1871; gest. 26. September 1942 im Vernichtungslager Treblinka), seine Mutter Maria Katz geborene Gerber (geb. 18. Februar 1870 in Zempelburg (Sępólno Krajeńskie); gest. 26. September 1942 im Vernichtungslager Treblinka). Er hatte eine Schwester, Hedwig (geb. 25. April 1906 in Flatow (Zlotów); gest. 1942 in einem unbekannten Konzentrationslager).
Bis 1930 lebte er in seiner Geburtsstadt Flatow, dann zog er nach Berlin. Trotz der nationalsozialistischen Judenverfolgung entschied er sich, in Deutschland zu bleiben, weil er seine Eltern nicht allein zurücklassen wollte. Nach den Nürnberger Gesetzen, den Novemberpogromen und dem Beginn der Deportationen wechselte er auffällig oft die Wohnung, bis er vom Einwohnermeldeamt im April 1942 amtlich abgemeldet wurde. Sein Aufenthaltsort war den Behörden unbekannt; er war also untergetaucht, um den Deportationen in die Arbeits- und Vernichtungslager in Osteuropa zu entgehen. Seine Eltern und seine Schwester wurden hingegen verschleppt. Die Eltern wurden im September 1942 im Vernichtungslager Treblinka ermordet. Auch seine Schwester Hedwig starb in einem Konzentrationslager.
Erst nach Kriegsende tauchte er wieder auf und meldete sich am 5. Mai 1945 unter dem neuen Namen Artur Katz-Karmer als wohnhaft in der Emser Straße 16 in Wilmersdorf, wo er die nächsten Jahre lebte.
Die Rote Armee besetzte am 2. Mai den Reichssender Berlin und schaltete ihn ab. Die sowjetische Militärregierung ließ ihn wenige Tage später unter dem Namen Radio Berlin, kurz darauf umbenannt in Berliner Rundfunk, wieder auf Sendung gehen. Katz-Karmer erhielt dort sofort eine Chance: Von Mai bis Dezember 1945 wurde Katz-Karmer Leiter des Jugendfunks und des Schulfunks beim Berliner Rundfunk. Zu seinen ersten Mitarbeitern gehörte Jürgen Graf, der spätere „Mr. RIAS“. Graf wechselte im August zu den Amerikanern, die einen neuen Sender aufbauen wollten. Katz-Karmer folgte ihm wenige Monate später.
Am 28. Januar 1946 kündigte General Robert A. McClure, Leiter der Nachrichten-Kontrollbehörde (Information Control Division) der amerikanischen Militärregierung, öffentlich die Inbetriebnahme des Drahtfunks im Amerikanischen Sektor (DIAS) an. Aus dem DIAS sollte im September 1946 der Rundfunk im Amerikanischen Sektor (RIAS) entstehen. Für die 80 Personen umfassende deutsche Belegschaft benannte McClure zwei deutsche Führungskräfte, die unter Aufsicht amerikanischer Kontrolloffiziere wirkten: Franz Wallner-Basté als Intendant des Senders und Katz-Karmer als Programmleiter und stellvertretender Sendeleiter.
In dieser Position bei DIAS und RIAS blieb Katz-Karmer jedoch nur etwa ein Jahr lang. Sein Nachfolger wurde Wilhelm Ehlers. Seine genaue Tätigkeit nach Ende der Beschäftigung beim RIAS ist unbekannt. Das Berliner Telefonbuch führte Katz-Karmer von 1948 bis 1953 als Verlagsleiter. Er wanderte jedoch bereits während der Berlin-Blockade 1948/49 nach Großbritannien aus. Er wurde vom Einwohnermeldeamt Wilmersdorf am 27. Januar 1950 amtlich abgemeldet, da er nicht mehr in Berlin wohnt.
Nach Kriegsende noch ledig, heiratete er erst spät. Seine Ehefrau war Louise Hildegard Katz geborene Objartel (* 4. Juli 1925 in Polleyken (Nilowo); † 12. Februar 2015 in Bishop Auckland), die offenbar aus der sowjetisch besetzten Zone geflohen war. Ob er sie noch in Berlin oder erst in Großbritannien heiratete, ist unbekannt. Sie wurden in der nordenglischen Stadt Bishop Auckland nahe Newcastle upon Tyne sesshaft.
Er arbeitete um 1953 als Werbeleiter in der Gemeinde The Grove (Hamsterley). Nachdem er die vorgeschriebenen fünf Jahre im Vereinigten Königreich seinen Wohnsitz gehabt hatte, wurde er am 25. November 1953 britischer Staatsbürger. Er starb im Alter von 76 Jahren in Bishop Auckland. Bestattet wurde er in Darlington auf dem Friedhof West Cemetery; seine Ehefrau Hildegard wurde 2015 auch in seinem Grab bestattet.